# Chicago Heights
Chicago Heights är en stad (city) i Cook County, i delstaten Illinois, USA. Enligt United States Census Bureau har staden en folkmängd på 30 408 invånare (2011) och en landarea på 26,1 km².